# محسن بن عيران الهيضل
هو الأمير محسن بن عيران بن حجاب بن مهنا الهيضل برز  محسن بن عيران الهيضل وتولى المشيخة بعد وفاة أخيه حشر وفي تلك الفترة كانت جيوش محمد علي باشا تجوب أراضي نجد وشبه الجزيرة العربية وكانت الأوضاع غير مستقرة بعد سقوط الدرعية عام 1233هـ، 1818م عاصمة الدولة السعودية الأولى على يد إبراهيم باشا قائد العسكر العثماني المصريّ.

## نسبه
هو محسن بن عيران بن حجاب الخيل بن مهنا الهيضل بن مرزوق العيبة بن محسن بن منيع او مانع، بن محسن بن محمد بن رميل بن زيد الملقب بملبس، بن مفلح، بن منصور الأبرق بن عامر بن ثابت.
من الرملة من الملابسة من الدعاجين من عتيبة. 

## علاقاته
لم تكن علاقته بالأتراك على ما يرام بل أنهم هاجموا قبيلة عتيبة بقيادة محسن الهيضل في عام 1254هـ وكانت تربطه علاقة قوية بأهل القصيم ومنهم الأمير حجيلان بن حمد آل أبوعليان التميمي الذي كان له علاقة قوية مع والده الأمير عيران بن حجاب الهيضل حيث كان الاثنان من قادة الدولة السعودية الأولى  ومن المناصرين لدعوة الشيخ محمد بن عبد الوهاب وقد اهدى الأمير حجيلان بن حمد فرس على الأمير محسن الهيضل وأخذها العسكر الأتراك عند صباحهم لعتيبة عام 1254هـ.

## وقعة بين قبيلة عتيبة ومحمد علي باشا عام 1254هـ
في عام 1254هـ صبّح الأتراك قبيلة عتيبة بقيادة الأمير محسن بن عيران الهيضل وقد جاء ذكر هذا الخبر في الوثيقة رقم (6) التي نشرها الدكتور عبد الرحيم وجاء فيها ما نصه: «وفي تاريخ ذي القعدة 1254هـ غزونا قبيلة هيضل من عتيبة فقتلنا منهم مئة شخص ونهبنا جميع أموالهم بجمالهم والباقون منهم وهم حويجان ابن جامع وسائر مشايخهم..الخ». ويتضح من نص الوثيقة أن صباح الأتراك كان على قبيلة عتيبة والدليل ذكر حدجان بن جامع في الوقعة وهو من قبيلة الروسان، ولم يسمّي نص الوثيقة من هو الهيضل إلا أن حمد الجاسر في كتابه  نقلاً عن ثقل الهيضل وفي معرض حديثه عن الخيول ذكر ما نصه: «فاشتراها محسن الهيضل بسبع مئة ريال فأخذها الشمارجي يوم صبحهم بالعسكر». ومن هذا النص يتبين ان صباح الأتراك كان على محسن، ولدى القبيلة رواية شبه مفصلة عن هذه المعركة. 

## مناخ الدوادمي (الضال) 1292هـ
مناخ الدوادمي او مناخ الضال، من أشهر معارك نجد والدولة السعودية الثانية ويعرف في التاريخ الحديث بوقعة الدوادمي واجتمع فيه ضد قبيلة عتيبة عدة قبائل تجمعت تحت رأيه الإمام عبد الرحمن بن فيصل، واختلفت الروايات حول تفاصيل هذا المناخ الذي كانت فيه قبيلة عتيبة بقيادة الأمير محسن بن عيران الهيضل. وشارك في هذا المناخ عدد من مشايخ عتيبة منهم الشيخ مسلط بن ربيعان والشيخ عقاب بن شبنان بن حميد والشيخ هذال بن فهيد وغيرهم تحت قيادة الهيضل، وأبلت فيه قبيلة عتيبة بلاء شديد وخاصة الدعاجين دفاعاً عن العطفة وهذا ماعناه سهاج بن ربيعان بقوله (وجت الحريقة عند جمع الهيضل). فقد قتل في ذلك اليوم تحت جمل الهيضل (40) من عتيبة دفاعاً عن العطفة وهي رمز القيادة في القبيلة، ومن أشهر من حضر هذا المناخ من قبيلة الدعاجين بقيران بن عيدة كبير المعالية وكان أمير الخيل في ذلك اليوم جفين ابن عقيّل  وقد أمتدح سهاج بن غلاب بن ربيعان الأمير محسن بن عيران الهيضل ضمن قصيدة له في هذا المناخ ومنها:

## علاقته مع الأمير محمد بن رشيد
كانت علاقة الأمير محسن بن عيران الهيضل مع ابن رشيد غير جيدة حيث كان هناك خلاف بينهم، وله عدة وقائع معه وهو ماعناه الشاعر عجران بن شرفي السبيعي بقصيدته الموجهة للأمير محمد العبد الله الرشيد التي ذكرها الصويغ ومنها:
إلى أن قال:
والمقصود بمرزوق: هو مرزوق بن محسن الهيضل ومحسن: هو محسن بن عيران الهيضل، والمقصود بالهدية: هي غارة لابن رشيد على الاميرين مرزوق ومحسن.